# Gruppo Roncia-Lamet
Il Gruppo Roncia-Lamet (detto anche Gruppo della Punta Roncia) è un massiccio montuoso delle Alpi Graie. Si trova in Francia (Savoia) ed in minima parte in Italia (Piemonte). Prende il nome dalla Punta Roncia e dalla Punta Lamet che ne sono le due montagne più significative.

## Caratteristiche
Costituisce la parte delle Alpi Graie collocata immediatamente a nord del Colle del Moncenisio.

## Delimitazioni
Ruotando in senso orario i limiti geografici sono: Colle del Moncenisio, fiume Arc, Vallée du Ribon, Col des Trois Dents, Val Cenischia, Colle del Moncenisio.

## Classificazione
La SOIUSA definisce il Gruppo Roncia-Lamet come un gruppo alpino e vi attribuisce la seguente classificazione:
- Grande parte = Alpi Occidentali
- Grande settore = Alpi Nord-occidentali
- Sezione = Alpi Graie
- Sottosezione = Alpi di Lanzo e dell'Alta Moriana
- Supergruppo = Catena Rocciamelone-Charbonnel
- Gruppo = Gruppo Roncia-Lamet
- Codice = I/B-7.I-A.1

## Suddivisione
La SOIUSA suddivide inoltre il gruppo in due sottogruppi:
- Nodo della Punta Roncia (a)
- Nodo della Punta Lamet (b)

## Montagne

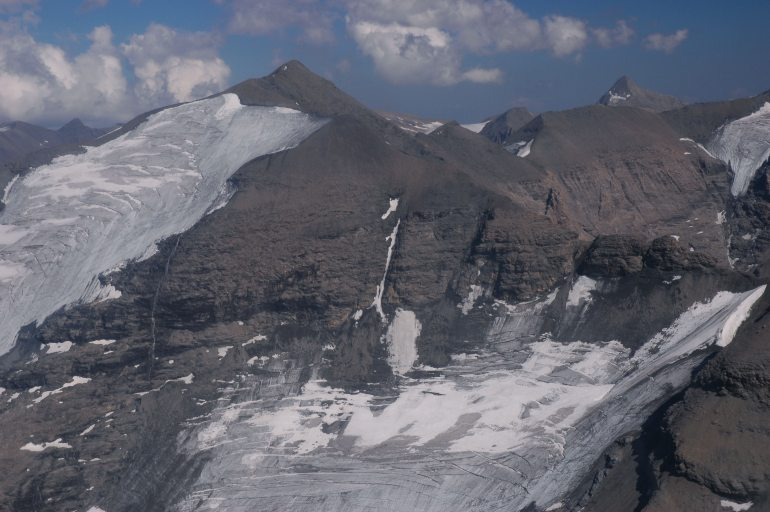
La Punta Roncia.

Le montagne principali del gruppo sono:
- Punta Roncia - 3.612 m
- Punta Lamet - 3.504 m
- Pointe du Vieux - 3.464 m
- Signal du Lamet - 3.431 m
- Roche Michel - 3.429 m
- Signal du Grand Mont Cenis - 3.377 m
- Pointe de Pignes - 3.370 m
- Pointe de la Haie - 3.352 m
- Sommet de la Nunda - 3.050 m

## Galleria d'immagini

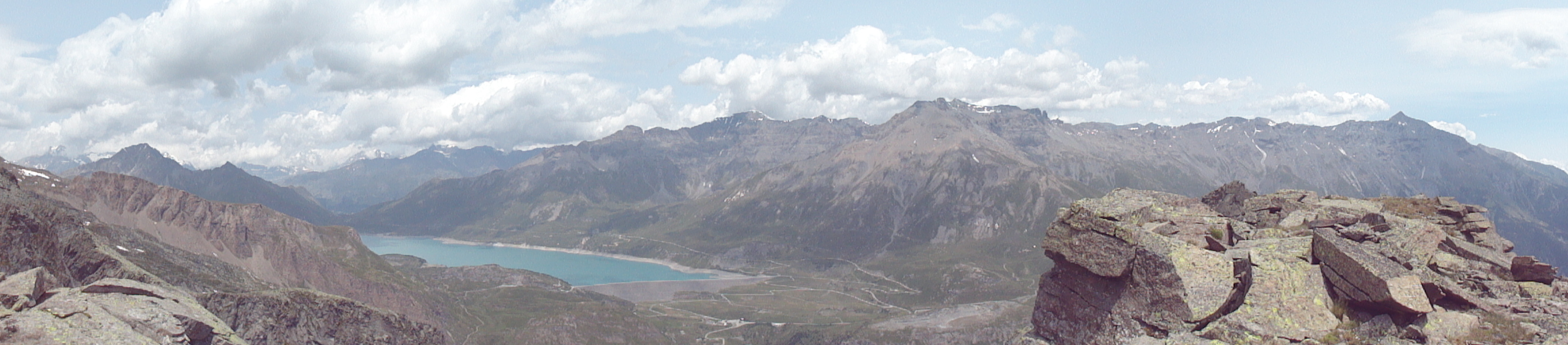

L’altipiano del Moncenisio con il suo lago visto dalla cresta del Monte Giusalet (3312 m) sopra il Rifugio Piero Vacca (2675 m) nell’estate del 2015. Sono visibili (da sinistra verso destra) la Punta Clairy (3162 m), il Passo de la Beccia (2717 m) e la Cima du Laro (2881m). Queste montagne sono parte Gruppo d'Ambin nelle Alpi Cozie. Dopo queste montagne si notano il Colle del Moncenisio (2081 m), che divide le Alpi Cozie dalle Graie (dietro questo, sotto le nuvole, il Massiccio della Vanoise che costituisce un supergruppo alpino a sé stante e che sovrasta la Moriana), l'Ouillon des Arcellins (2665 m), la Sommet de la Nunda (3025 m), il Col du Lou (3024 m), Signal du Grand Mont Cenis (3377 m), Punta Roncia (3612m), la Pointe du Vieux (3464m), la Pointe de la Haie (3452m), la Punta Lamet (3504m), Roche Michel (3429), I Tre Denti (3281-3285 m), tutte montagne del Gruppo Roncia-Lamet, poi la Punta Marmottere(3387 m), il Passo della Novalesa, il Rocciamelone (3537 m), montagne del Gruppo del Rocciamelone, parte insieme al Roncia-Lamet della Catena Rocciamelone-Charbonnel nelle Alpi Graie. Sotto la Punta Lamet si scorge il luogo dove sorgeva la Batteria Paradiso e dove sono ancora presenti i ruderi della Batteria La Court. Si nota anche la Strada statale 25 del Moncenisio.